# ソウルクエリアンズ
ソウルクエリアンズ（Soulquarians）は、ネオ・ソウルおよびオルタナティブ・ヒップホップを主に志向した音楽集団。1990年代後半ごろに形成され、2000年代初頭までを中心に活動した。
ヒップホップ・グループ「ザ・ルーツ」のプロデューサー兼ドラマーのアミール・“クエストラヴ”・トンプソンが中心となって、ザ・ルーツの『シングズ・フォール・アパート (1999年)』、ディアンジェロの『ヴードゥー (2000年)』、エリカ・バドゥの『ママズ・ガン (2000年)』、コモンの『ライク・ウォーター・フォー・チョコレート (2000年)』などのアルバムを作成した。

## 経歴
グループ名の由来は、設立メンバーのクエストラヴ、ディアンジェロ、ジェイムズ・ポイザー、J・ディラがすべてみずがめ座（Aquarius）であったことに由来している。
従来の慣習にとらわれない音楽、特にアーバン・ミュージックにみられるオフビートのリズムや、変則的な和音への志向が共通していることから結成された。
また、ピノ・パラディーノはモータウン、およびクラシック・ソウルミュージックへの関心でディアンジェロと意気投合し、ソウルクエリアンズのアルバムのほとんどでベースをプレイしている。
集団としては、上記メンバーの他にもコモン、モス・デフ、タリブ・クウェリ、Qティップ、エリカ・バドゥ、ビラルなどが参加していた。
2003年のインタビューでは、クエストラヴは集団に関して特に計画的な活動予定を立てているわけではないと発言しており、ソウルクエリアンズは事実上自然消滅したと見られている。
しかしながら、コモンの2005年頃のインタビューでは「まだソウルクエリアンズは続いている」とも語っている。

## メンバー
- クエストラヴ – ドラム、キーボード、プロデューサー
- ディアンジェロ – ボーカル、キーボード、プロデューサー
- ジェイムズ・ポイザー – キーボード、プロデューサー
- J・ディラ – プロデューサー
- ピノ・パラディーノ – ベース
- コモン – ボーカル
- モス・デフ – ボーカル
- タリブ・クウェリ – ボーカル
- エリカ・バドゥ – ボーカル
- ビラル – ボーカル
- Qティップ – ボーカル、プロデューサー
- ロイ・ハーグローヴ – トランペット、フリューゲルホルン

## ディスコグラフィ
全部または一部がソウルクエリアンズによってプロデュースされたアルバム:
| 1999                             | ザ・ルーツ         | 『シングズ・フォール・アパート』 - Things Fall Apart                    | プラチナ |
| 1999                             | モス・デフ         | 『ブラック・オン・ボース・サイズ』 - Black on Both Sides                | ゴールド |
| 1999                             | Qティップ          | 『アンプリファイド』 - Amplified                                        | ゴールド |
| 2000                             | ディアンジェロ     | 『ヴードゥー』 - Voodoo                                                 | プラチナ |
| 2000                             | コモン             | 『ライク・ウォーター・フォー・チョコレート』 - Like Water for Chocolate | ゴールド |
| 2000                             | スラム・ヴィレッジ | 『ファンタスティック・ボリューム2』 - Fantastic, Vol. 2                 | N/A      |
| 2000                             | エリカ・バドゥ     | 『ママズ・ガン』 - Mama's Gun                                           | プラチナ |
| 2001                             | ビラル             | 『1st ボーン・セカンド』 - 1st Born Second                              | N/A      |
| 2002                             | タリブ・クウェリ   | 『クオリティ』 - Quality                                                | ゴールド |
| 2002                             | ザ・ルーツ         | 『フリノロジー』 - Phrenology                                           | ゴールド |
| 2002                             | コモン             | 『エレクトリック・サーカス』 - Electric Circus                          | N/A      |
| 2006*                            | ビラル             | Love for Sale                                                           | N/A      |
| (*) 商用リリースなしで流出された |                    |                                                                         |          |